# Eduardo Dato
Eduardo Dato e Iradier (12. srpna 1856. A Coruña – 8. března 1921, Madrid) byl španělský právník a politik, ministerský předseda Španělska v letech 1913–1915, 1917 a 1920–1921. 8. března 1921 byl zavražděn katalánskými anarchisty. Král Alfons XIII. jej posmrtně učinil vévodou z Dato, kterýžto titul se v jeho rodu dědí dodnes.